# Bogliaco
Bogliaco è una frazione del comune di Gargnano, in provincia di Brescia. Ridente località sulla riva bresciana del Benaco, deve la sua fama principalmente alla settecentesca Villa Bettoni. La manifestazione velistica Centomiglia parte da Bogliaco.

## Monumenti e luoghi di interesse
- Villa Bettoni
- Piazza Nazario Sauro
- Chiesa di S.Pier d'Agrino
- Pontile di Bogliaco, per gli indigeni "Leggenda"
- Porto nuovo di Bogliaco
- Belvedere “Cristol”